# Tomasz Bohdanowicz-Dworzecki
Tomasz Bohdanowicz-Dworzecki (em russo:  Фома Осипович Дворжецкий-Богданович; 1859 – abril de 1920)  foi um arquiteto polonês ativo em Moscou. 

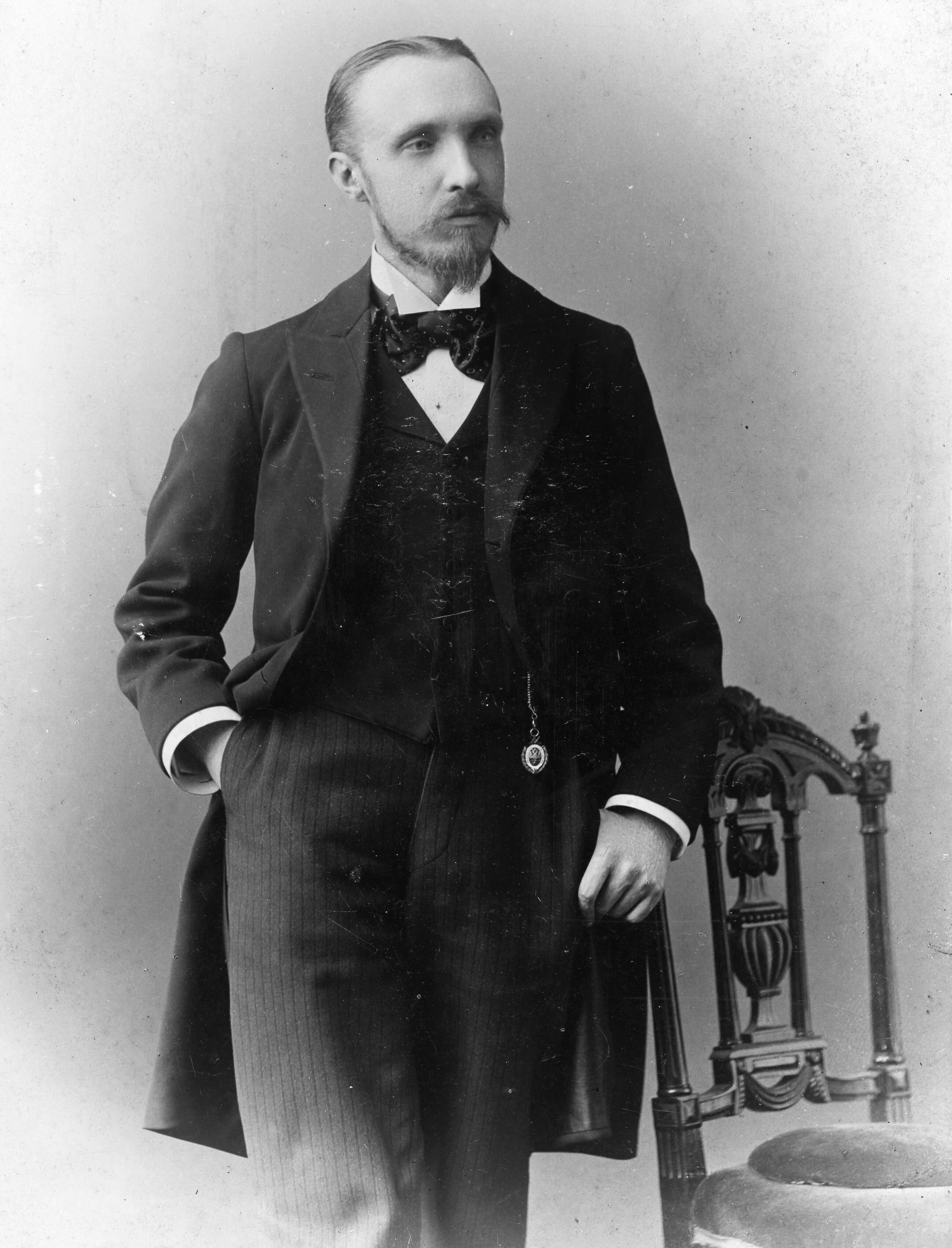
Tomasz Bohdanowicz-Dworzecki em 1898

Nasceu em uma família da nobreza polonesa em Vitebsk, Império Russo (atual Bielorrússia). Bohdanowicz-Dworzecki se formou na Academia de Belas Artes de São Petersburgo. Desde 1893, ele foi professor na Escola de Pintura, Escultura e Arquitetura de Moscou. Ele trabalhou lá com Stanislaw Nowakowski. A partir de 1899, Bohdanowicz-Dworzecki era membro da construção do conselho de Moscou e projetou várias igrejas no estilo gótico em muitas cidades da Rússia, em particular a Catedral da Imaculada Conceição da Santa Virgem Maria, bem como várias no estilo bizantino. Ele também supervisionou a construção da Estação Ferroviária Central de Riga (1897-1901) e colaborou com os renomados arquitetos Alexander Pomerantsev e Alexander Lednicki.     